# Acipenser baerii stenorrhynchus
Acipenser baerii stenorrhynchus је зракоперка из реда Acipenseriformes и фамилије Acipenseridae. 

## Угроженост
Ова врста се сматра рањивом у погледу угрожености врсте од изумирања.

## Распрострањење
Ареал врсте је ограничен на Русију.

## Станиште
Станишта врсте су речни екосистеми и слатководна подручја. 
Врста је присутна на подручју река Јенисеј, Лена и других река у источном Сибиру.